# Мустафаев, Алиш Исаевич

Мустафаев Алиш Иса оглы (азерб. Mustafayev Əliş İsa oğlu; 15 ноября 1931, Агдам — 8 мая 2007, Баку) — руководитель химических предприятий в Сумгаите и Баку, министр нефтяной промышленности Азербайджанской Республики в 1980—1988 гг.

## Биография
Родился в городе Агдам 15 ноября 1931 года. После окончания школы с серебряной медалью, в 1950 поступил в Азербайджанский Индустриальный Институт на Нефте-механический факультет. По окончании института, в 1955 году, работал начальником цеха на Нефте-механическом заводе имени Вано Стуруа. Далее работал в Сумгаите главным механиком Химического комбината имени 50-ти летия Октябрьской Революции. После, проработал главным механиком на химическом заводе хлорорганических соединений. Впоследствии, в 1968 году был назначен заместителем директора данного завода.
В 1973 году был назначен директором Бакинского Йодового завода. Получил Орден Трудового Красного Знамени и Знак Почета. В 1975—1980 гг. был назначен генеральным директором П/О «Сумгаит Химпром». В 1980—1988 гг. — Председатель Государственного Комитета по обеспечению нефтепродуктами Кабинета министров Азербайджанской ССР.